# Liza Stara
Liza Stara [pronunciación en polaco: /ˈliza ˈstara/] es un pueblo ubicado en el distrito administrativo de Gmina Poświętne, dentro del Condado de Białystok, Voivodato de Podlaquia, en del norte-Polonia oriental. Se encuentra aproximadamente a 7 kilómetros al sur de Poświętne y a 38 kilómetros al suroeste de la capital regional Białystok.
Según el censo de 1921, el pueblo estaba habitado por 295 personas, entre las cuales 293 eran católicos y 2 mosaicos. Al mismo tiempo, 293 habitantes declaraban la nacionalidad polaca y 2 la judía. En el pueblo había 44 edificios residenciales.
El pueblo tiene una población de 200 habitantes.